# Mount-Olympusmarmot
De mount-olympusmarmot (Marmota olympus)  is een zoogdier uit de familie van de eekhoorns (Sciuridae). De wetenschappelijke naam van de soort werd voor het eerst geldig gepubliceerd door Merriam in 1898.

## Voorkomen
De soort komt voor in de Verenigde Staten.